# Phyllopertha sublimbata
Phyllopertha sublimbata är en skalbaggsart som beskrevs av Leon Fairmaire 1899. Phyllopertha sublimbata ingår i släktet Phyllopertha och familjen Rutelidae. Inga underarter finns listade i Catalogue of Life.